# Eero Kolehmainen
Eero Kolehmainen, född 24 mars 1918 i Anttola, död 7 december 2013 i S:t Michel, var en finländsk längdskidåkare som tävlade under 1940- och 1950-talen. Han tilldelades Holmenkollenmedaljen 1957.